# Und
Und is een plaats (község) en gemeente in het Hongaarse comitaat Győr-Moson-Sopron, gelegen in het district Sopron. Und telt 335 inwoners (2015).

## Afbeeldingen

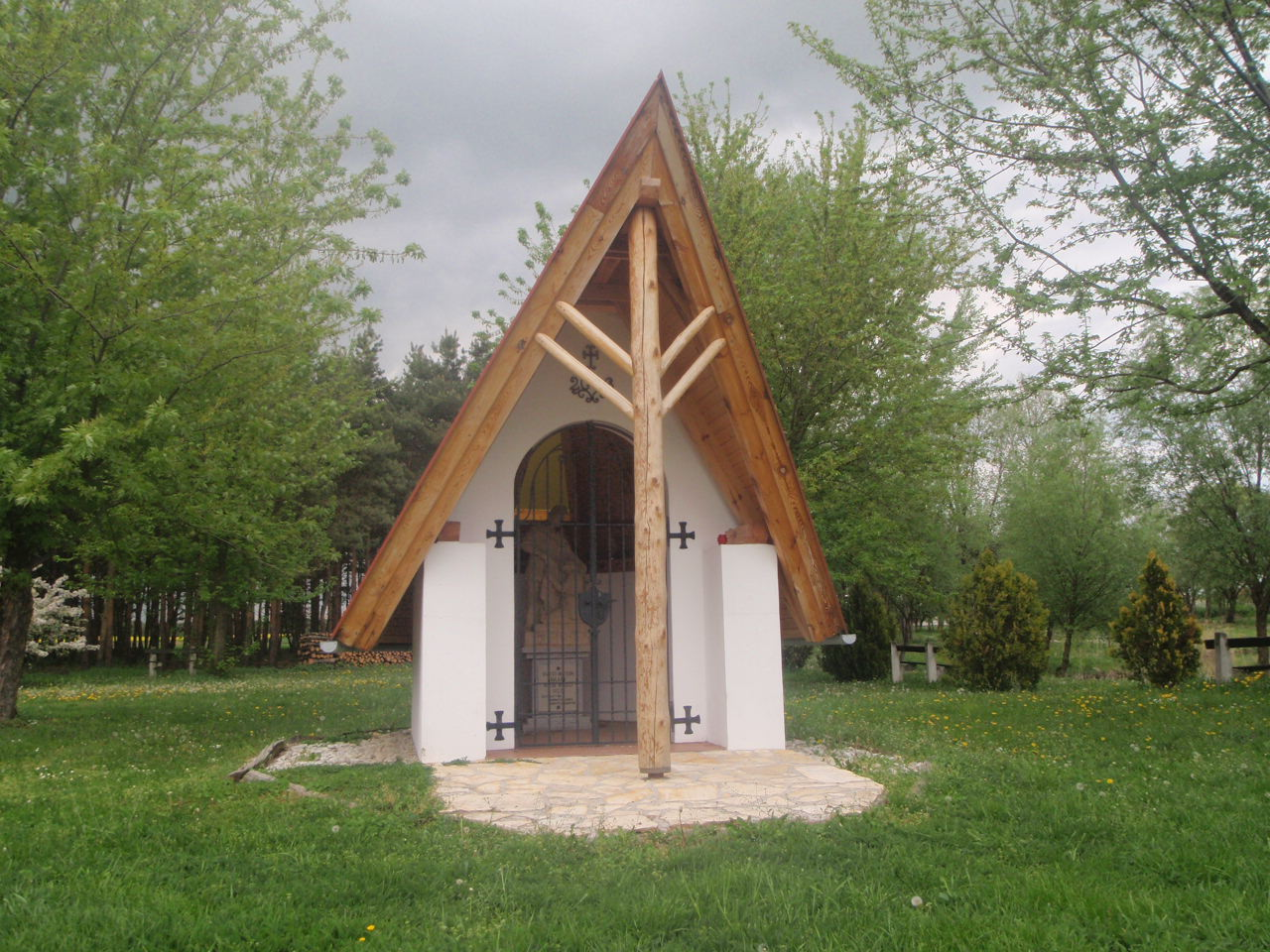
St. Martin's kapel van buitenaf...
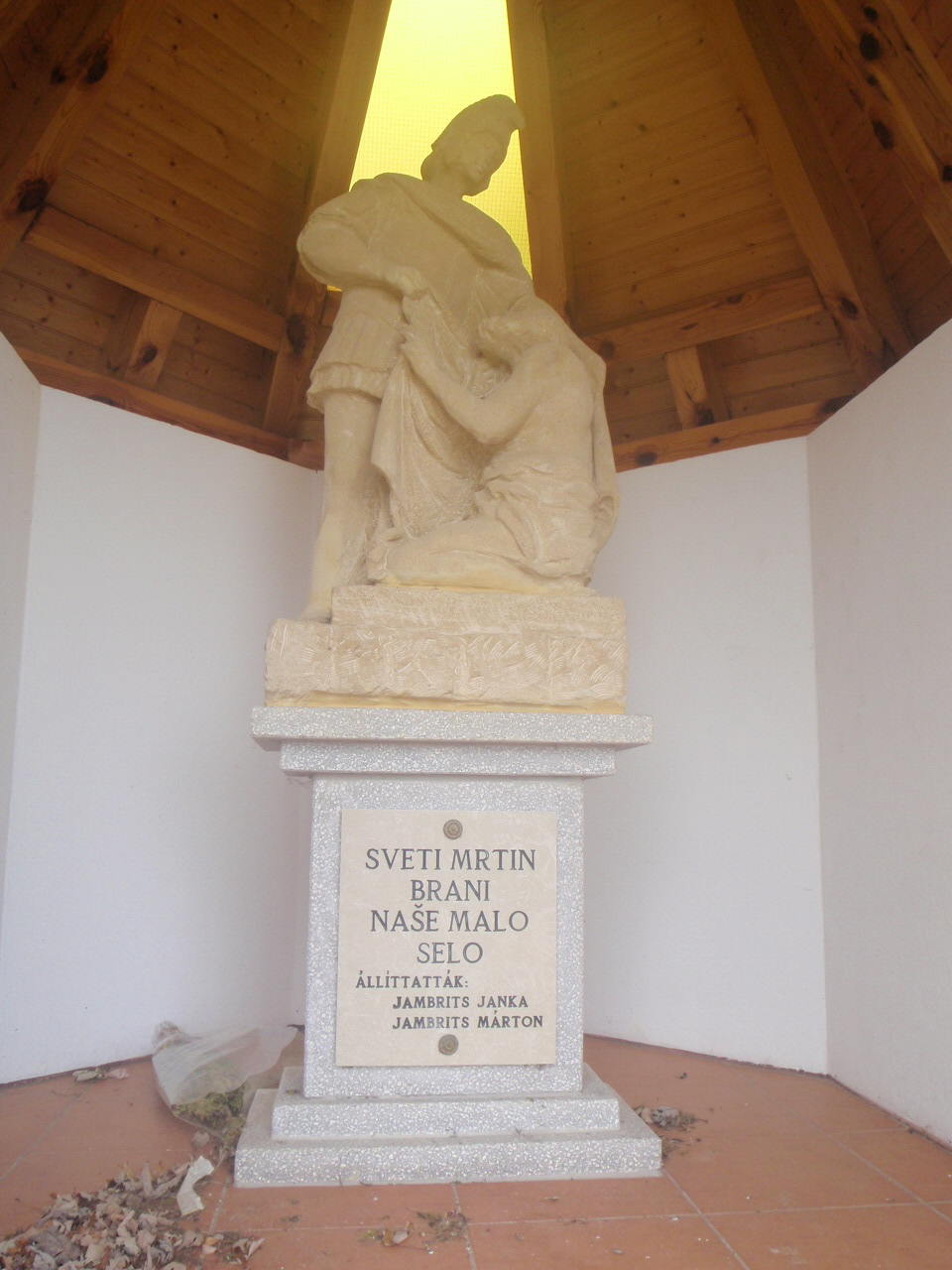
... en binnenin
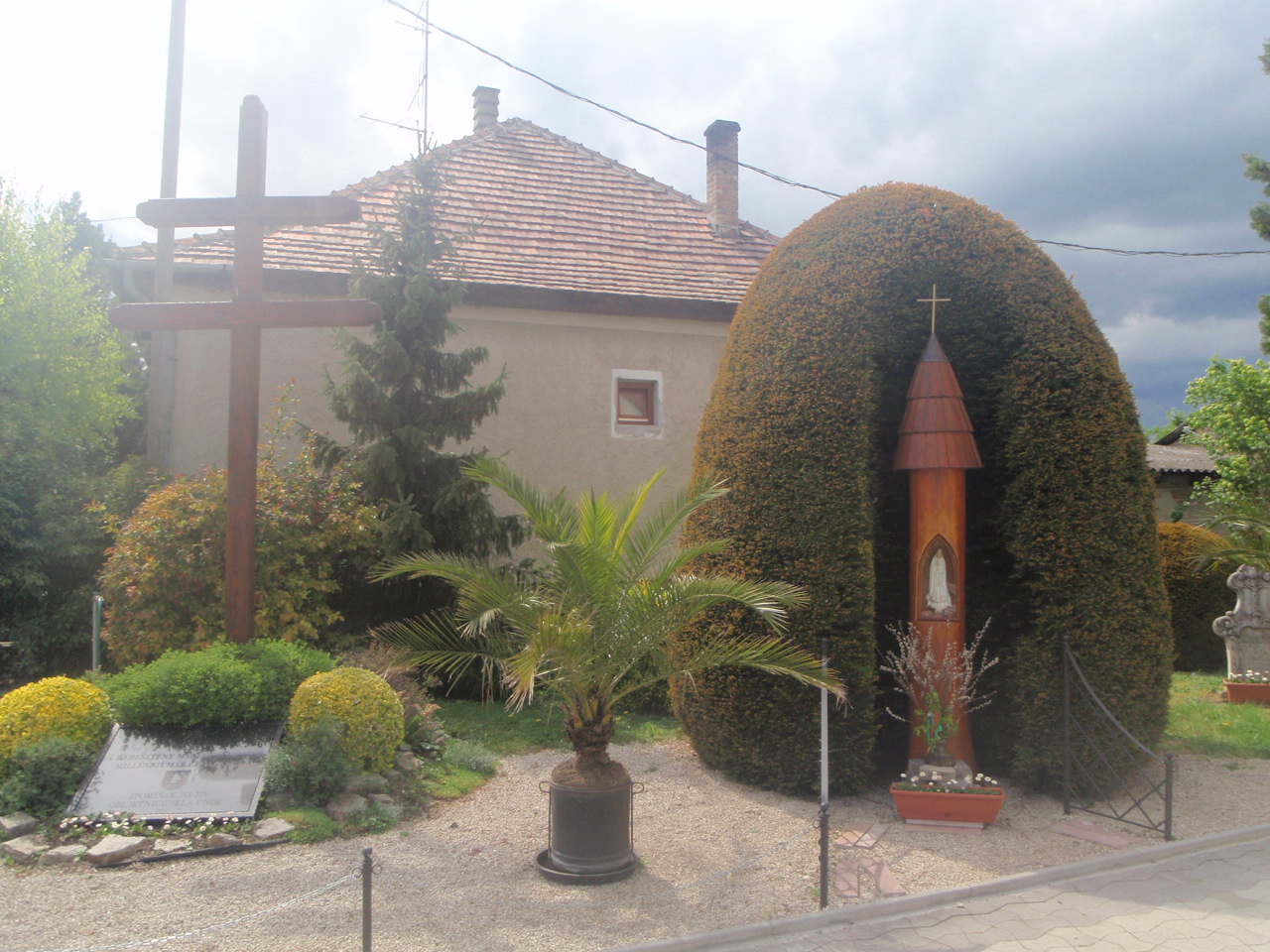
Millennium gedenkteken
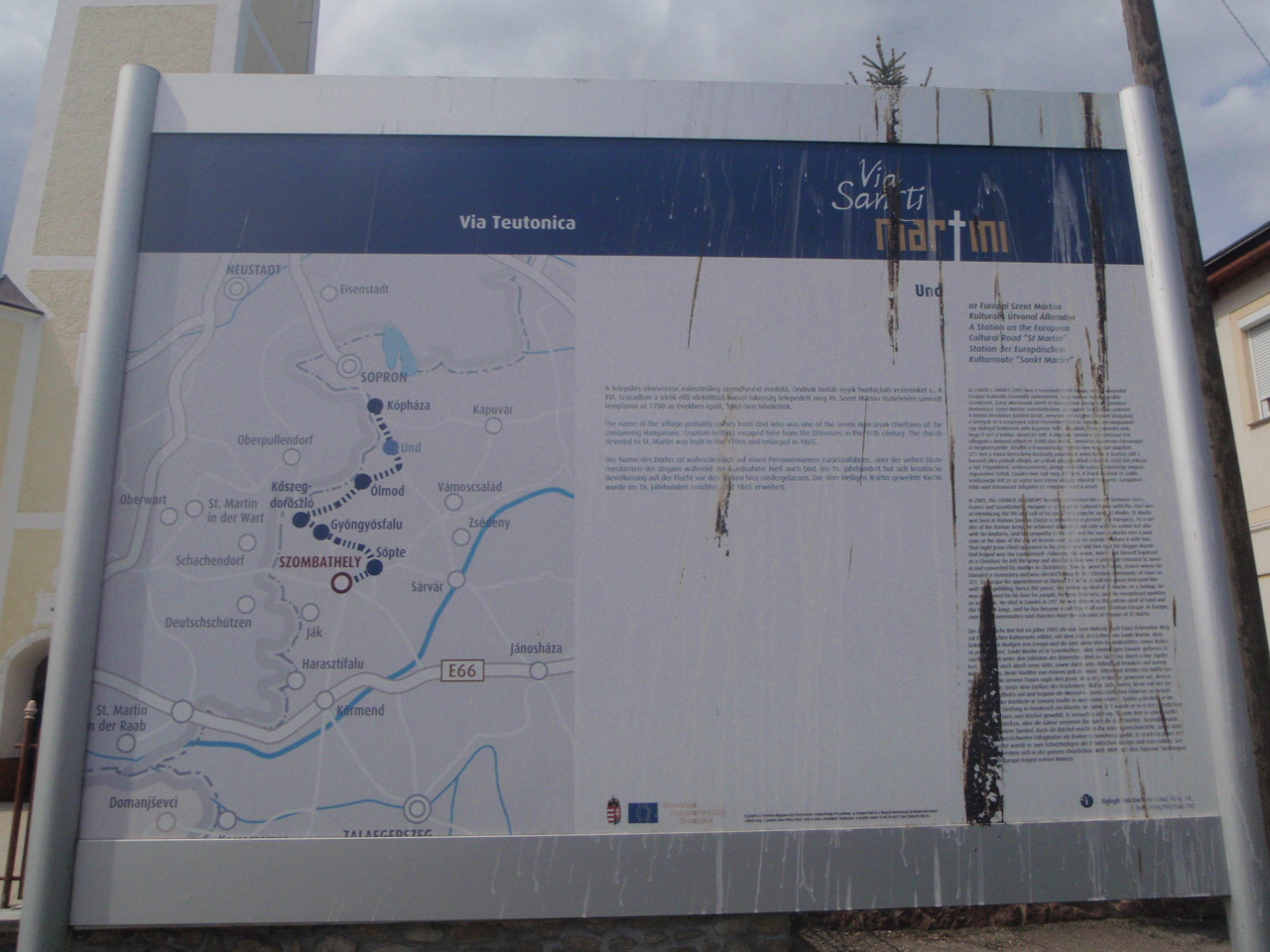
St Martin's Route Station
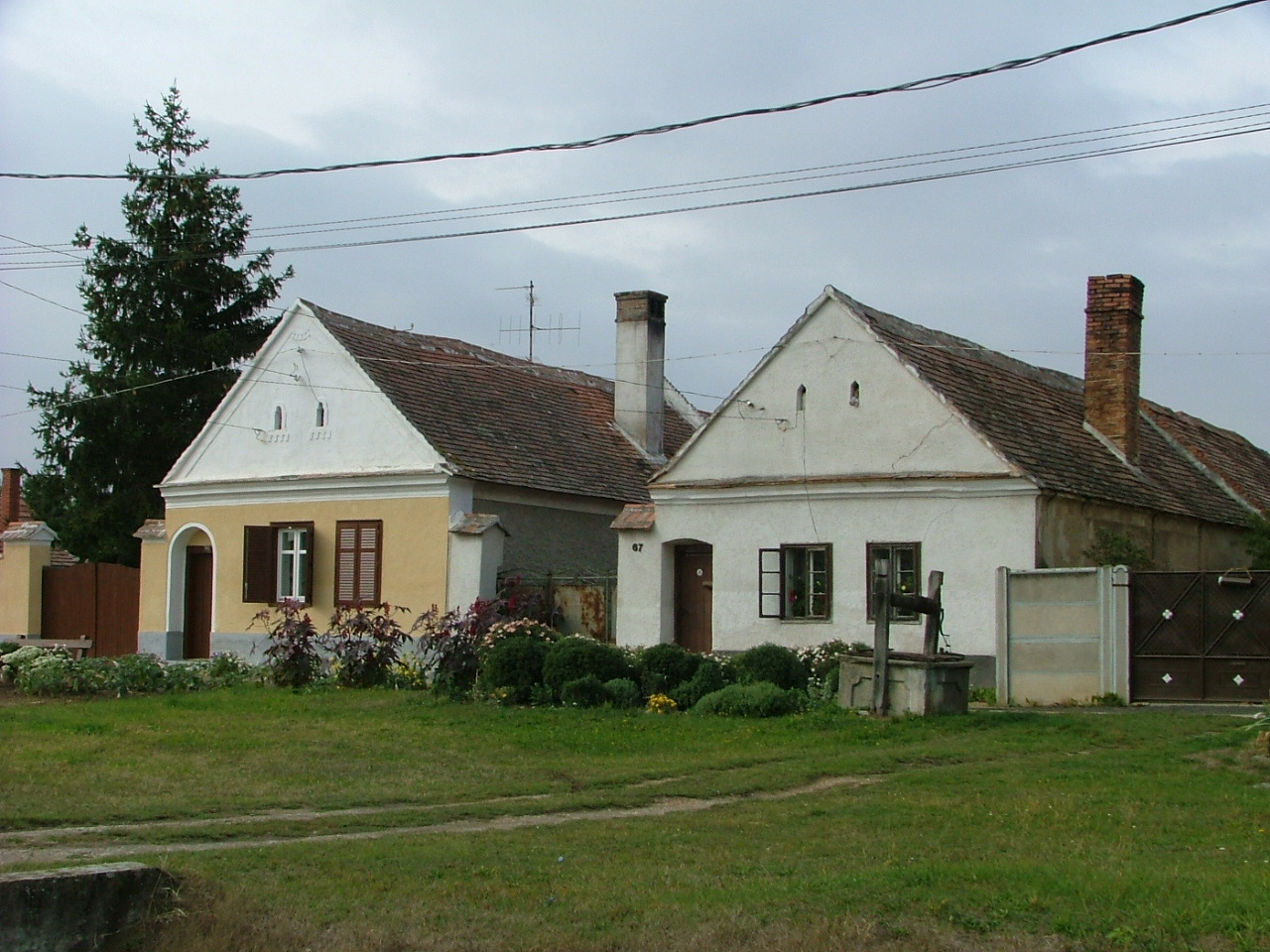
Oude flatgebouwen op Main Street
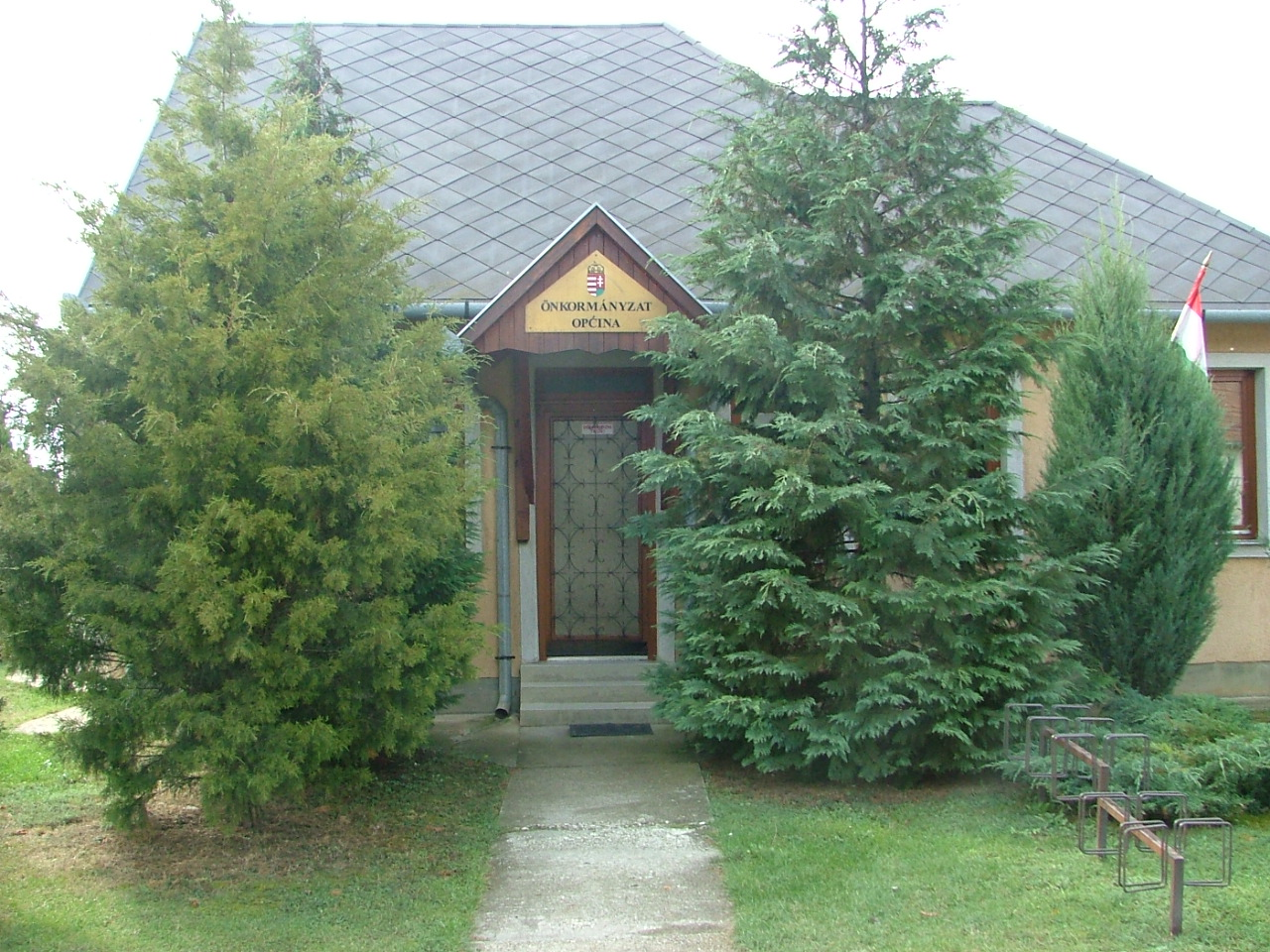
Ingang van het burgemeesters kantoor
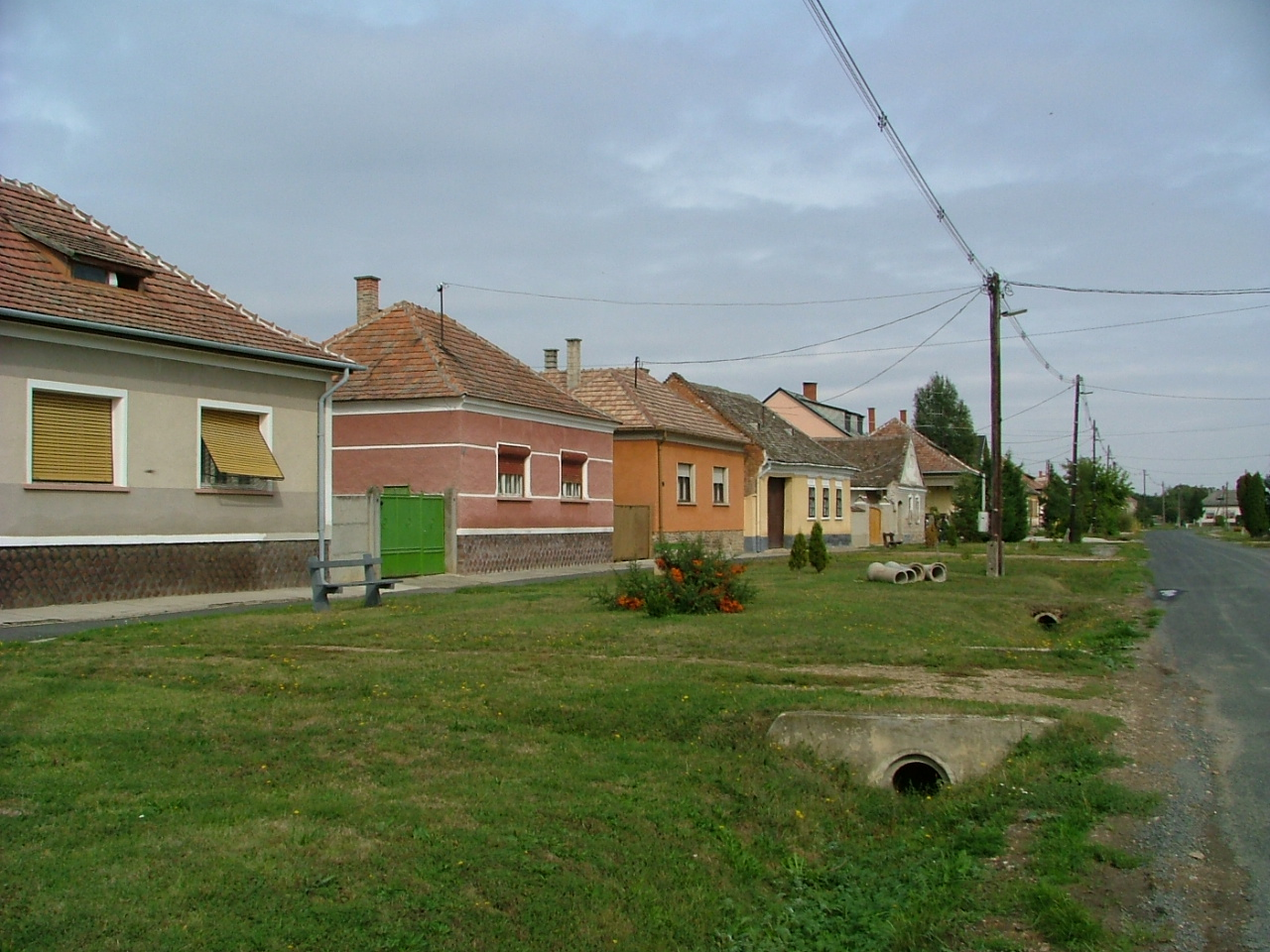
Main Street (Fő utca)
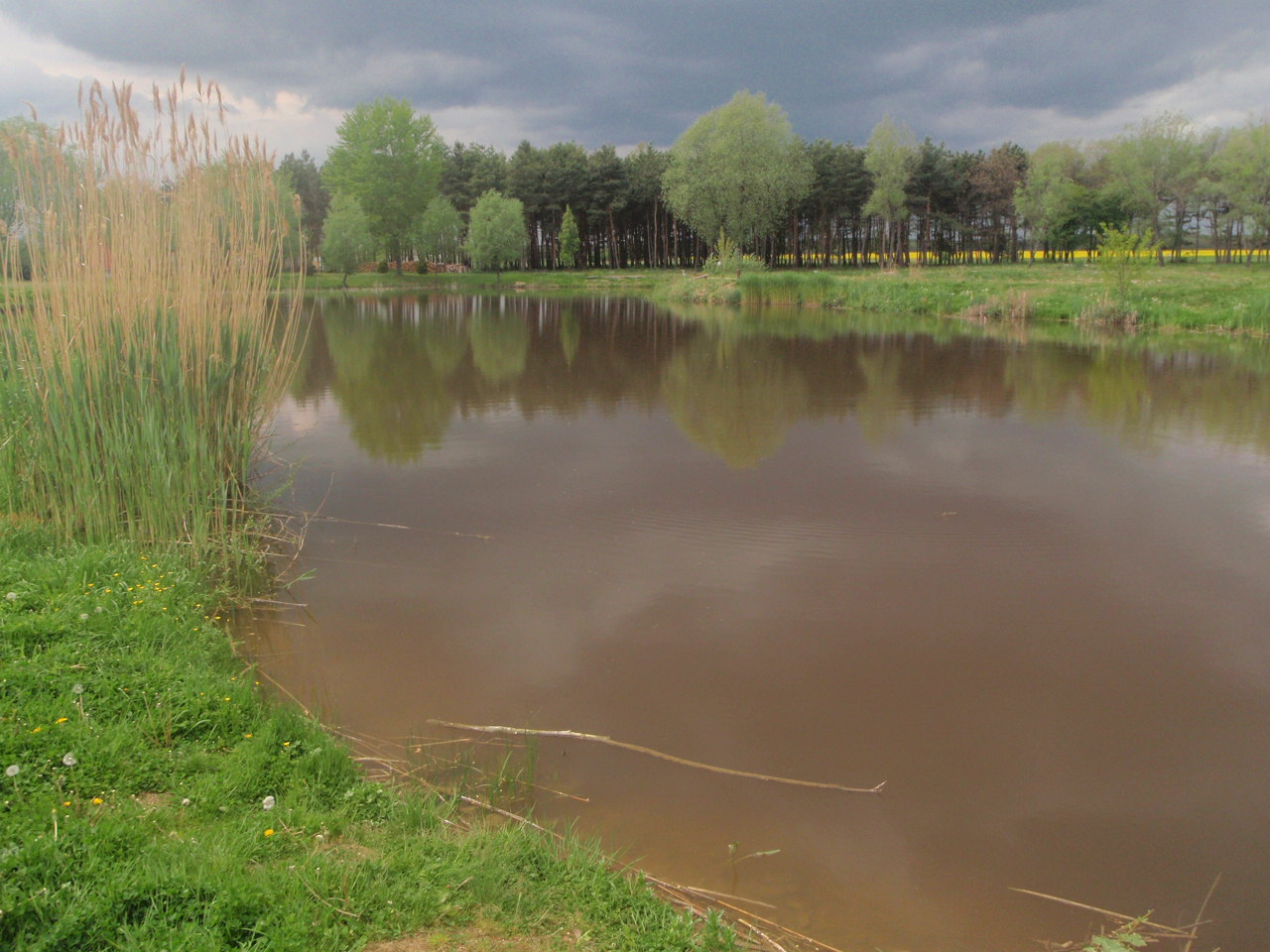
Visvijver
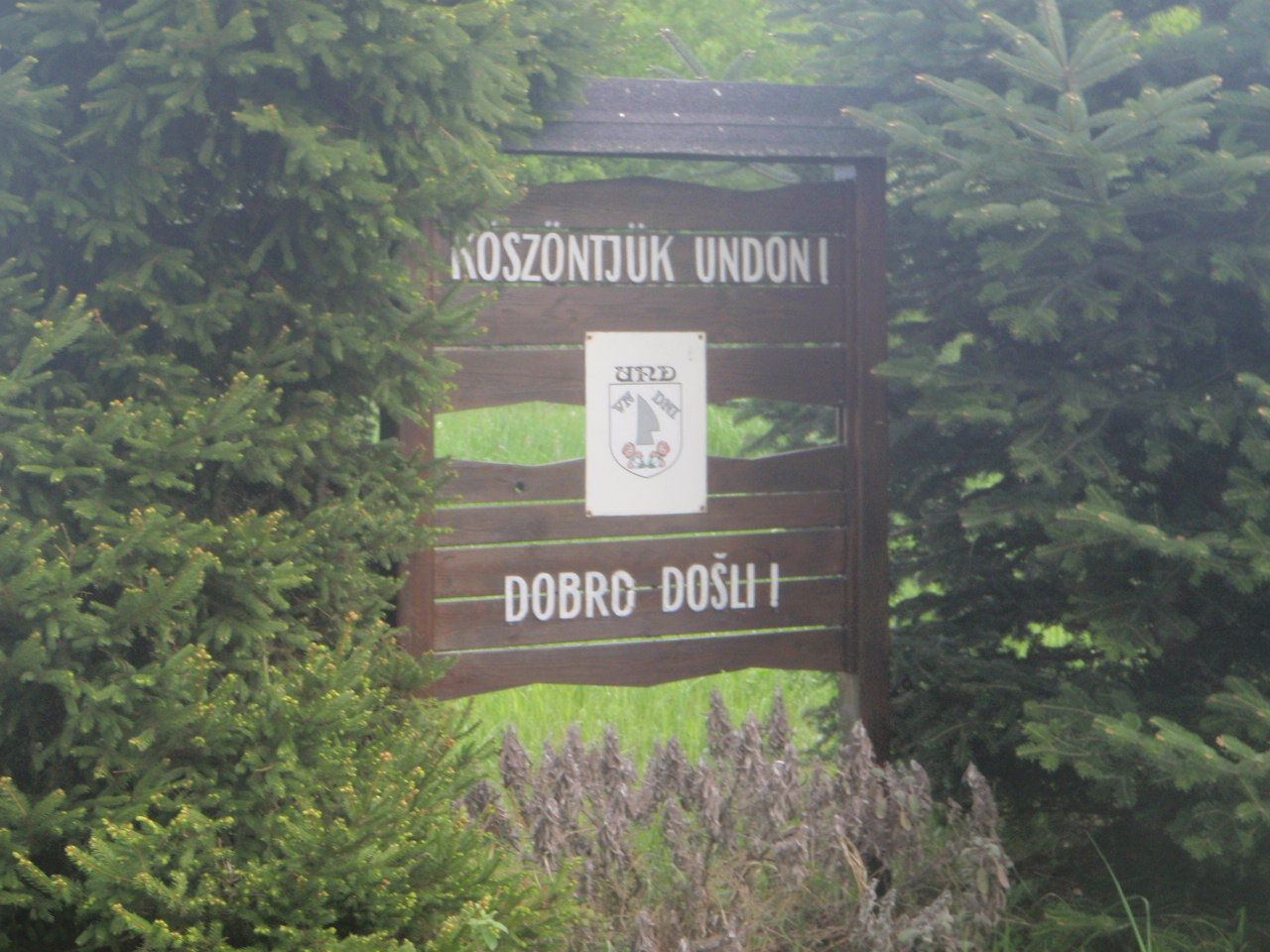
Tweetalige wenskaart
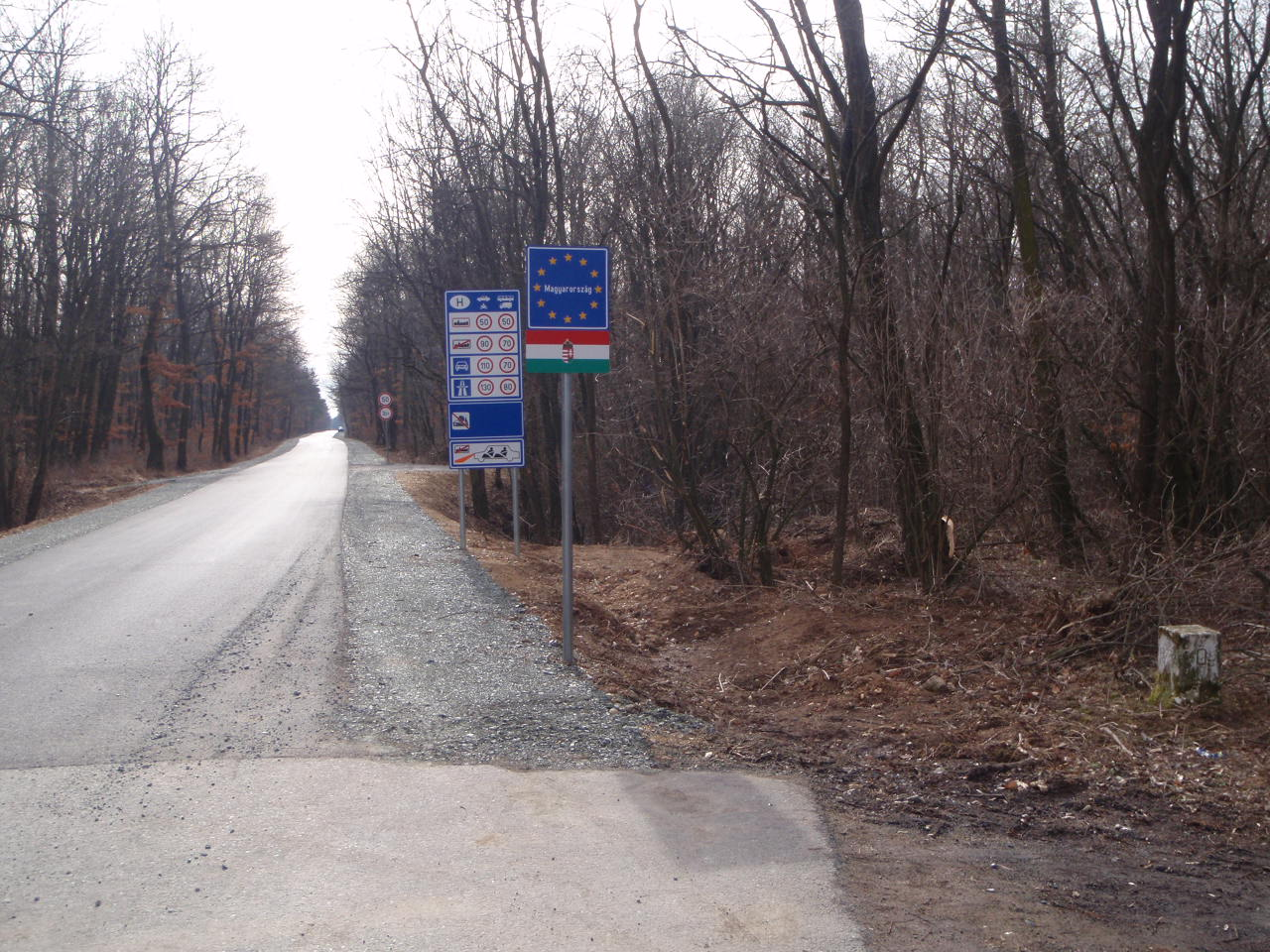
De wegverbinding met Nikitsch werd geopend in 2007, gerenoveerd in 2011